# کلهون (لوئیزیانا)
کلهون (به انگلیسی: Calhoun) شهری در ایالت لوئیزیانا کشور ایالات متحده آمریکا است که جمعیت آن در سرشماری سال ۲۰۱۰ میلادی، ۶۷۹ نفر بوده‌است.